# 348 a.C.
Il 348 a.C. (CCCXLVIII a.C. in numeri romani) è un anno  del IV secolo a.C.

## Eventi
- Filippo II di Macedonia conquista la città di Olinto nella Calcidica.
- Roma
  - Consoli Marco Popilio Lenate IV e Marco Valerio Corvo
  - Viene siglato il secondo trattato tra Roma e Cartagine